# Осек (Равицький повіт)
Осек (пол. Osiek) — село в Польщі, у гміні Пакослав Равицького повіту Великопольського воєводства.
Населення — 522 особи (2011).
У 1975-1998 роках село належало до Лешненського воєводства.

## Демографія
Демографічна структура станом на 31 березня 2011 року:
|          | Загалом | Допрацездатний вік | Працездатний вік | Постпрацездатний вік |
| -------- | ------- | ------------------ | ---------------- | -------------------- |
| Чоловіки | 307     | 66                 | 212              | 29                   |
| Жінки    | 215     | 53                 | 126              | 36                   |
| Разом    | 522     | 119                | 338              | 65                   |